# Ladislao Cabrera (província)
Ladislao Cabrera é uma província da Bolívia localizada no departamento de Oruro, sua capital é a cidade de Salinas de Garcí Mendoza.